# تخلیه ۱۴۰۴ تهران
خروج گستردهٔ جمعیت از تهران در سال ۱۴۰۴، در پی حملات هوایی اسرائیل به ایران در ژوئن ۲۰۲۵ که آغازگر جنگ ایران و اسرائیل بود، رخ داد. بمباران اهداف نظامی و هسته‌ای در پایتخت ایران توسط اسرائیل، سبب وحشت عمومی، اختلال در زیرساخت‌ها و جابجایی داخلی بی‌سابقه‌ای در تاریخ معاصر جمهوری اسلامی شد.

## پیش‌زمینه
روابط پرتنش میان ایران و اسرائیل، با گسترش برنامه هسته‌ای ایران تشدید شده بود. در تاریخ ۱۳ ژوئن ۲۰۲۵، نیروهای دفاعی اسرائیل عملیاتی هماهنگ را برای هدف قرار دادن تأسیسات هسته‌ای ایران، مراکز فرماندهی سپاه پاسداران انقلاب اسلامی و سایت‌های تولید موشک آغاز کردند که برخی از این اهداف در تهران یا حوالی آن واقع شده بودند. مقامات اسرائیلی هدف از این عملیات را «تضعیف توان ایران برای تولید سلاح هسته‌ای» اعلام کردند. رسانه‌های دولتی ایران تأیید کردند که دست‌کم دوازده تن از فرماندهان عالی‌رتبه سپاه و دانشمندان هسته‌ای در جریان این حملات کشته شده‌اند.

## تخلیه و وحشت مردمی
بلافاصله پس از حملات، ساکنان تهران به‌صورت گسترده شروع به ترک شهر کردند، به‌ویژه به‌سوی استان‌های شمالی مانند استان مازندران، استان گیلان و استان البرز. پس از آنکه ایران با موشک‌های بالستیک مناطق غیرنظامی در تل‌آویو و حیفا را مورد حمله قرار داد و باعث کشته شدن حداقل ۲۱ شهروند اسرائیلی شد، وزیر دفاع اسرائیل یسرائیل کاتس اعلام کرد که ساکنان تهران قیمت آن را با مجبور شدن به تخلیه خانه‌هایشان در آستانه حملات اسرائیلی به مکان‌های نظامی در تهران در پاسخ، خواهند پرداخت. این اعلامیه و همچنین هشدارهای رسمی ارتش اسرائیل در ۲۵ خرداد (۱۵ ژوئن میلادی)، مبنی بر لزوم تخلیهٔ مناطق نزدیک به تأسیسات نظامی،  جنبش خروج از شهر را تسریع کرد.
شاهدان عینی گزارش داده‌اند:
- ترافیک سنگین در بزرگراه‌های منتهی به شمال کشور.[۹][۶]

- کمبود بنزین و صف‌های طولانی در پمپ‌بنزین‌های تهران و کرج.[۱۰][۱۱]

- کمبود اقلام اساسی در فروشگاه‌ها و داروخانه‌ها.

- کندی اینترنت و فیلترینگ گستردهٔ پیام‌رسان‌هایی مانند واتس‌اپ و اینستاگرام.[۱]

- خبرنگاران محلی گزارش دادند که خانواده‌هایی با کودکان بیشتر در تلاش برای خروج از شهر بوده‌اند، چرا که نگران حملات هوایی بیشتر بودند.[۱]

## واکنش دولت
دولت ایران تلاش کرد تا نگرانی عمومی را کاهش دهد و حملات اسرائیل را «اقداماتی تروریستی و پراکنده» توصیف کرد. در همین حال، وزارت ارتباطات محدودیت‌هایی موقت بر اینترنت اعمال کرد که سبب افزایش اضطراب و بی‌اعتمادی عمومی شد. هیچ دستور رسمی برای تخلیه صادر نشد و مقامات از مردم خواستند تا آرامش خود را حفظ کرده و از «تجمعات غیرمجاز» خودداری کنند. دولت سعی در جلوگیری از ترک شهر دارد و از ساکنان درخواست می‌کند که در شهر بمانند و از دستورالعمل‌های اضطراری پیروی کنند.
با این حال، گزارش شده که برخی استان‌ها ورود  خودروهای با پلاک‌های تهران را محدود کرده‌اند تا جریان مردم را کنترل کنند.

## واکنش بین‌المللی
سازمان ملل متحد و کمیته بین‌المللی صلیب سرخ خواستار حفظ جان غیرنظامیان و خویشتن‌داری طرفین شدند. گزارش‌هایی نیز از عبور معدود شهروندان ایرانی به ترکیه و جمهوری آذربایجان در پی نگرانی از درگیری‌های بیشتر منتشر شده است، اما هنوز موج گسترده‌ای از پناهجویان دیده نشده است.

## پیامدهای انسانی
تا تاریخ ۲۵ خرداد (۱۵ ژوئن میلادی)، نهادهای امدادی برآورد کردند که بیش از ۱۰۰٬۰۰۰ نفر تهران را به‌صورت موقت یا دائم ترک کرده‌اند. بیمارستان‌های استان‌های شمالی شاهد افزایش موارد مراجعه با نشانه‌های استرس و اضطراب بوده‌اند. جمعیت هلال احمر ایران نیز اقدام به استقرار درمانگاه‌های سیار در گره‌های اصلی جاده‌ای و مناطق استراحتگاهی کرد.

## همچنین ببینید
- حملات ژوئن ۲۰۲۵ اسرائیل به ایران

- جنگ نیابتی ایران و اسرائیل